# 苴力河
苴力河，又称弥渡河，中游称毗雄河，位于中华人民共和国云南省西部，是元江上游礼社江段左岸支流，发源于祥云县县城祥城镇新村（旧属象鼻乡）西北的帽花山，蜿蜒向东转南流经小官村水库，过县城西郊转西南流入弥渡县，经弥渡县城弥城镇（此段也称西河）转东南流，经寅街镇、苴力镇，于苴力镇水田村转西南，进入南涧彝族自治县后向南1.9千米汇入礼社江。河流全长82.6公里，流域面积1015.6平方公里，落差1550米。年均流量1.92亿立方米。